# Hausgesetz
Als Hausgesetz, Hausordnung oder Hausvertrag bezeichnet man Regelungen, die sich Familien des Hochadels gaben (und in Liechtenstein noch heute geben), um familien- und vermögensrechtliche Fragen zu regeln. Der Grund dafür ist, dass in den deutschsprachigen Monarchien das staatliche Recht den Hochadel berechtigte, seine Angelegenheiten autonom zu regeln.

## Thronfolge
Geregelt wurde üblicherweise vor allem das Erbrecht bzw. Thronfolgerecht, zum Beispiel der Vorrang der Erstgeborenen (Primogenitur), der Ausschluss der weiblichen Erbfolge gemäß der Lex Salica oder auch ihre Zulassung, zum Beispiel in der Pragmatischen Sanktion von 1713. Vor diesen Hausgesetzen waren oft alle Söhne eines Herrschers aus standesgemäßer Ehe gleichberechtigte Thronerben, was zur Zersplitterung des Herrschaftsgebietes oder Erbfolgestreitigkeiten führen konnte.
In Liechtenstein wird die Thronfolge noch durch Hausgesetz und nicht durch ein staatliches Thronfolgegesetz geregelt. Art. 3 der Verfassung vom 5. Oktober 1921 lautet: „Die im Fürstenhause Liechtenstein erbliche Thronfolge, die Volljährigkeit des Landesfürsten und des Erbprinzen sowie vorkommendenfalls die Vormundschaft werden durch das Fürstenhaus in der Form eines Hausgesetzes geordnet.“

## Disziplinäre Aufsicht
Zu den familienrechtlichen Regelungen gehörte, dass das Oberhaupt der Familie, meist der regierende Monarch, häufig das Recht hatte, die Letztentscheidung über den Aufenthaltsort, den Hofstaat, den Ehepartner und Auslandsreisen eines Prinzen oder einer Prinzessin seines Hauses zu treffen. Weiters hatte das Familienoberhaupt als Schiedsrichter in Streitfällen der Familienmitglieder untereinander zu fungieren; die Anrufung der ordentlichen Gerichtsbarkeit wurde zumeist ausgeschlossen. Damit sollten Glanz und Ansehen der Dynastie gesichert werden. Besondere Regeln legten fest, unter welchen Bedingungen nicht ebenbürtige Ehepartner gestattet wurden und wie ein Mitglied des Hauses aus diesem ausscheiden konnte bzw. dass ein weibliches Mitglied bei Heirat ausscheiden musste.

## Familienstiftung
Viele hochadelige Familien besaßen Fideikommisse, das sind unveräußerliche Familienstiftungen. Das Familienoberhaupt hatte zu entscheiden, wie der Ertrag dieses Sondervermögens zur repräsentativen Lebensgestaltung jener Familienmitglieder zu verwenden war, die kein ausreichendes eigenes Privatvermögen hatten. Die Regeln dafür waren meist Bestandteil der Hausgesetze. In Republiken wurden diese Fideikommisse oft per Gesetz abgeschafft und das Familienoberhaupt zum Alleineigentümer erklärt. 
Mit Reichsgesetz vom 6. Juli 1938 wurden in Deutschland die fideikommissrechtlichen Bindungen zum 1. Januar 1939 aufgelöst. Mit Erlöschen des Fideikommisses wurde das Fideikommissvermögen freies Vermögen des letzten Fideikommissbesitzers.

## Heutige Geltung
Viele ehemals hochadelige Familien beachten ihre Hausgesetze auch heute noch. Diese werden als Vertrag gemäß den Regeln des bürgerlichen Rechts formuliert. Die Gültigkeit eines den Regeln des Hausgesetzes folgenden Erbvertrages wurde im Falle der Familie Preußen vom Bundesgerichtshof bestätigt. Das Bundesverfassungsgericht hob diesen Beschluss jedoch auf Grund der Verfassungsbeschwerde von Friedrich Wilhelm, dem ältesten Sohn Louis Ferdinands, durch die Entscheidung vom 22. März 2004 (Az.: 1 BvR 2248/01) auf, weil es mit der Eheschließungsfreiheit nach Art. 6 Abs. 1 des Grundgesetzes (GG) und der Abschaffung der Monarchie als Staatsform unvereinbar sei.
Die Regelung der Erbfolge über Stammgüter durch Einsetzung von Vor- und Nacherben unter Einbeziehung bestimmter „Mannesstammes- und Primogenitur-“, „Abstammungs-“ und „Konfessionsklauseln“ wie die Geburt aus einer hausgesetzmäßigen Ehe ist seitdem von der Testierfreiheit des BGB gedeckt.

## Einzelne Hausgesetze
- Haus Bourbon
  - Bourbonischer Hausvertrag
- Habsburg bzw. Habsburg-Lothringen
  - Rheinfelder Hausordnung
  - Rudolfinische Hausordnung
  - Kaiserlich österreichisches Familienstatut
- Hohenzollern
  - Geraer Hausvertrag
  - Hausgesetz (Preußen)
- Haus Mecklenburg
  - Neubrandenburger Hausvertrag
  - Hamburger Vergleich (1701)
- Haus Nassau
  - Prima divisio
  - Nassauischer Erbverein
- Wittelsbach
  - Hausvertrag von Pavia